# Струпін-Малий
Струпін-Малий (пол. Strupin Mały) — село в Польщі, у гміні Холм Холмського повіту Люблінського воєводства. Населення — 244 особи (2011).

## Історія
За даними етнографічної експедиції 1869—1870 років під керівництвом Павла Чубинського, у селі Струпин здебільшого проживали римо-католики, проте населення переважно розмовляло українською мовою.
У 1975—1998 роках село належало до Холмського воєводства.

## Демографія
Демографічна структура станом на 31 березня 2011 року:
|          | Загалом | Допрацездатний вік | Працездатний вік | Постпрацездатний вік |
| -------- | ------- | ------------------ | ---------------- | -------------------- |
| Чоловіки | 117     | 28                 | 79               | 10                   |
| Жінки    | 127     | 26                 | 71               | 30                   |
| Разом    | 244     | 54                 | 150              | 40                   |